# Wahre Länge (darstellende Geometrie)
Unter der wahren Länge versteht man in der darstellenden Geometrie die tatsächliche Länge einer in Grund- und Aufriss (s. Zweitafelprojektion) gegebenen Strecke im Raum. Ist die Strecke zur Aufrisstafel bzw. Grundrisstafel parallel, so erscheint sie im Aufriss bzw. Grundriss unverkürzt. Für den allgemeinen (davon abweichenden) Fall gibt es zwei Möglichkeiten, die wahre Länge einer Strecke zeichnerisch zu bestimmen. Beide werden hier am selben Beispiel beschrieben:

Möglichkeiten zur Bestimmung der wahren Länge einer Strecke

In der ersten Zeichnung sind zwei Punkte {\displaystyle A} und {\displaystyle B} in Grund- und Aufriss gegeben. Die Strecke {\displaystyle AB} ist weder parallel zur Aufriss- noch zur Grundrisstafel. Die beiden weiteren Zeichnungen zeigen die beiden möglichen Lösungen.

## 1. Möglichkeit

Beispiel: wahre Länge und wahrer Neigungswinkel einer Dachkante

Man dreht die Strecke um eine zur Grundrisstafel (bzw. Aufrisstafel) senkrechte Achse durch {\displaystyle B} bis sie parallel zur Aufrisstafel (bzw. Grundrisstafel) ist. Die gedrehte Strecke {\displaystyle {\tilde {A}}B} erscheint dann im Aufriss unverzerrt, d. h. die Länge der Strecke {\displaystyle {\tilde {A}}''B''} ist die wahre Länge.
Durchführung der Drehung:
1. Drehe {\displaystyle A'} um {\displaystyle B'}, bis die Strecke parallel zur Risskante {\displaystyle k_{12}} ist. Der gedrehte Punkt sei {\displaystyle {\tilde {A}}'} (Grundriss von {\displaystyle {\tilde {A}}}, den um {\displaystyle B} gedrehten Punkt {\displaystyle A}).
2. {\displaystyle {\tilde {A}}''} liegt auf dem Ordner durch {\displaystyle {\tilde {A}}'} und auf der Parallelen durch {\displaystyle A''} zur Risskante {\displaystyle k_{12}} (Bei der Drehung bleibt {\displaystyle {\tilde {A}}} auf gleicher Höhe wie {\displaystyle A}!).
3. {\displaystyle |{\tilde {A}}''B''|} ist die wahre Länge der Strecke {\displaystyle AB}.

## 2. Möglichkeit
Man konstruiert den Punkt {\displaystyle C} in Grund- und Aufriss, der unter dem Punkt {\displaystyle A} auf der Höhe von {\displaystyle B} liegt. Das rechtwinklige Dreieck {\displaystyle ABC} ist das Stützdreieck der Strecke {\displaystyle AB} (eine Kathete ist senkrecht, die zweite ist horizontal). Dreht man das Stützdreieck um die Höhenlinie {\displaystyle BC} in eine horizontale Lage {\displaystyle {\tilde {A}}BC}, so ist {\displaystyle |{\tilde {A}}B|} die wahre Länge.
Durchführung:
1. Zeichne den Aufriss {\displaystyle C''} des Punktes {\displaystyle C}, der senkrecht unter {\displaystyle A} liegt und dieselbe Höhe wie {\displaystyle B} hat. Es ist {\displaystyle C'=A'}.
2. Man drehe das rechtwinklige Dreieck {\displaystyle ABC} um die Kathete {\displaystyle BC} um {\displaystyle 90^{\circ }} parallel zur Grundrisstafel, indem man in {\displaystyle A'=C'} senkrecht die Strecke {\displaystyle C''A''} anträgt. Die Länge der Hypotenuse {\displaystyle |{\tilde {A}}'B'|} des entstandenen (rechtwinkligen) Dreiecks ist die wahre Länge.

Bemerkung:
- Bei beiden Methoden ist auch der wahre Neigungswinkel der Strecke erkennbar.
- Mit der Umkehrung dieser Methode lassen sich auch wahre Längen antragen.
- Rechnerisch ist die Bestimmung der Länge einer Strecke eine leicht zu lösende Aufgabe. Denn aus Grund- und Aufriss lassen sich die Koordinaten der Punkte bzgl. eines vorgegebenen Koordinatensystems abmessen und mit der euklidischen Abstandsformel {\displaystyle d={\sqrt {(x_{2}-x_{1})^{2}+(y_{2}-y_{1})^{2}+(z_{2}-z_{1})^{2}}}} berechnen.

Bemerkung: Wahre Längen können auch für Zentralprojektionen bestimmt werden (s. Rekonstruktion (Darstellende Geometrie)).